# اغتيال فلادلين تاتارسكي
في 2 أبريل 2023، وقع تفجير في مقهى بار فود الشارع رقم 1 على جسر جامعة يونيفرسيتيتسكايا في سانت بطرسبرغ، روسيا. توفي المدون العسكري الروسي فلادلين تاتارسكي، واسمه الحقيقي مكسيم فومين، نتيجة للانفجار وأصيب 42 شخصًا، تم نقل 24 منهم إلى المستشفى، بما في ذلك ستة في حالة حرجة.
اتهمت روسيا أوكرانيا بالوقوف وراء الهجوم ووصفته بأنه «عمل إرهابي»، بينما ألقت أوكرانيا باللوم في الهجوم على «الإرهاب المحلي». كما أعلن الجيش الجمهوري الوطني مسؤوليته عن الهجوم. أدينت داريا تريبوفا بالقتل في عام 2024.

## الخلفية
في عامي 2022 و2023، عُثر على عدد من رجال الأعمال الروس مقتولين في ظروف مريبة. بالإضافة إلى ذلك، اتُهمت أوكرانيا بالوقوف وراء هجمات ضد شخصيات مؤيدة للحرب، مثل مقتل داريا دوجينا.
كان فلادلين تاتارسكي مدونًا عسكريًا روسيًا مؤثرًا لديه أكثر من 560 ألف متابع على تيليجرام. قبل وفاته، انتقد استراتيجية روسيا في الغزو الروسي لأوكرانيا ولكنه كان أيضًا مؤيدًا قويًا للغزو.
كان المقهى الذي وقع فيه الانفجار مملوكًا ليفغيني بريغوجين. وكان نادي مناقشة سايبر زد فرونت يجتمع هناك في عطلات نهاية الأسبوع.

## الانفجار
وفقًا لعدة مصادر، بما في ذلك السلطات الروسية، عُرض على فلادلين تاتارسكي تمثال صغير من قبل امرأة، ويُعتقد أنه انفجر لاحقًا. ورد أن قوة المتفجرات داخل التمثال الصغير كانت أكثر من 200 جرام من مادة مكافئ تي إن تي. تسبب الانفجار في انهيار واجهة المقهى. تم استدعاء الشرطة إلى مكان الحادث في الساعة 18:13 بالتوقيت المحلي.

## الضحايا
وبحسب وزارة الصحة، توفي شخص واحد (تاتارسكي). وبحلول مساء يوم 2 أبريل، ارتفع عدد الجرحى إلى 42. تم نقل أربعة وعشرين جريحًا إلى المؤسسات الطبية في سانت بطرسبرغ من المقهى. وتم تقييم حالة ستة جرحى على أنها خطيرة.

## المشتبه بهم
بدأت وكالات إنفاذ القانون الروسية التحقيق في الحادث بعد وقت قصير من وقوعه.
داريا يفجينيفنا تريبوفا (من مواليد 16 فبراير 1997)، وهي مقيمة في سانت بطرسبرغ، اعتبرتها لجنة التحقيق مشتبهًا بها. يعتقد المحققون أنها أحضرت إلى المقهى صندوقًا به تمثال نصفي لتتارسكي، حيث تم تثبيت جهاز متفجر فيه. كانت قد احتُجزت في وقت سابق لمدة 10 أيام، مع زوجها، بعد حضور احتجاج مناهض للحرب ضد الغزو الروسي لأوكرانيا في 24 فبراير 2022 لتجاهلها أوامر الشرطة بالتفرق على ما يبدو. كما زعم المسؤولون الروس أنها كانت «مؤيدة نشطة» لزعيم المعارضة المسجون أليكسي نافالني.
في اليوم التالي، في صباح يوم 3 أبريل، أعلنت لجنة التحقيق أنها اعتقلت بعد وضعها على قائمة المطلوبين في وقت سابق من ذلك اليوم. قال زوج تريبوفا، دميتري رايلوف، إنها اعتقلت في شقة صديقه دميتري كاسينتسيف، الذي اعتُقل أيضًا، وفقًا لصحيفة ذا إنسايدر. لم تؤكد السلطات الروسية اعتقالًا ثانيًا. صرح رايلوف، عضو الحزب الليبرالي الروسي المعارض، أنها «لن تقتل أبدًا» وأنه يعتقد أنها تعرضت للتلفيق.
في مقطع فيديو نشرته وزارة الداخلية، اعترفت تريبوفا بإحضار التمثال الصغير، لكن تقارير غير مؤكدة من وسائل الإعلام الروسية ذكرت أنها أخبرت المحققين أنه تم الإيقاع بها وأنها لم تكن تعلم أن التمثال الصغير يحتوي على قنبلة. في الفيديو، بدت وكأنها توافق على أنها أحضرت التمثال الصغير إلى المقهى، لكنها لم تجب على الاستجواب حول أصل التمثال الصغير.
وقال مسؤولون روس إن احتمال تعرض تريبوفا للاحتيال غير مستبعد.
اتهمت روسيا أوكرانيا بتنظيم الهجوم؛ واتهمت اللجنة الوطنية لمكافحة الإرهاب أجهزة الاستخبارات الأوكرانية وأنصار أليكسي نافالني بالوقوف وراء الهجوم، وهو ما ردده المتحدث باسم الكرملين دميتري بيسكوف، الذي وصفه بأنه «عمل إرهابي». وألقى المستشار الرئاسي الأوكراني ميخايلو بودولاك باللوم في الهجوم على «الإرهاب المحلي» و«القتال السياسي الداخلي»، في حين رفض حلفاء نافالني الاتهام وقالوا إنه من المرجح أن تكون أجهزة الاستخبارات الروسية نفسها وراء الهجوم.
أشاد يفغيني بريغوجين، رئيس مجموعة فاغنر، بتاتارسكي في مقطع فيديو بعد الهجوم. وقال أيضًا إنه لن يلقي باللوم على الحكومة الأوكرانية في الهجوم، بل قال إنه يعتقد أن هناك مجموعة من المتطرفين.
في 4 أبريل، أعلن الجيش الجمهوري الوطني، الذي ادعى سابقًا أنه وراء مقتل داريا دوجينا في أغسطس 2022، مسؤوليته عن الهجوم. ولم يقدم الجيش الجمهوري الوطني أي دليل على ادعائه.

## التحقيق والإجراءات القانونية
فتحت لجنة التحقيق الروسية قضية جنائية بموجب المادة 105 من القانون الجنائي الروسي التي تجرم أعمال القتل. وفي اليوم التالي، قررت لجنة التحقيق تغيير المادة إلى المادة 205، التي تجرم أعمال الإرهاب.
في 4 أبريل، وجهت لجنة التحقيق إلى تريبوفا بموجب القانون الجنائي تهمة «ارتكاب عمل إرهابي من قبل مجموعة منظمة أدى إلى إلحاق الموت عمدًا بشخص» و«حمل أجهزة متفجرة بشكل غير قانوني من قبل مجموعة منظمة». يمكن أن تصل عقوبة الإرهاب إلى السجن مدى الحياة في روسيا، على الرغم من أن هذا لا ينطبق على النساء. وبالتالي، تواجه تريبوفا ما يصل إلى 20 عامًا في مستعمرة جزائية إذا أدينت. تم احتجازها في البداية مع تاريخ إطلاق سراحها في 2 يونيو، ولكن تم تمديد ذلك لاحقًا إلى 3 سبتمبر. مثلت تريبوفا أمام المحكمة في 15 نوفمبر، لتوجيه اتهامات إليها بتنفيذ هجوم إرهابي والاتجار غير المشروع في الأجهزة المتفجرة وتزوير الوثائق.
في 25 يناير 2024، حُكم على تريبوفا بالسجن لمدة 27 عامًا، وهي واحدة من أطول أحكام السجن التي صدرت على الإطلاق ضد امرأة في تاريخ روسيا الحديث.

## ما بعد ذلك
منح الرئيس فلاديمير بوتين نيشان الشجاعة لتتارسكي بعد وفاته.